# هوينبرغ أن در إيغر
هوهنبرغ ان در اغر (بالألمانية: Hohenberg an der Eger) هي بلدة ألمانية تقع في ألمانيا في بافاريا. يقدر عدد سكانها بـ 1,503 نسمة .

## المدن التوأمة
مدن Balatonkeresztúr، هوهنبرغ وLibá هي مدن توأمة لـهوهنبرغ ان در اغر.